# Dörte Thümmler
Dörte Thümmler (Berlino, 29 ottobre 1971) è un'ex ginnasta tedesca.

## Palmarès

### Olimpiadi
- 1 medaglia:
  - 1 bronzo (Seul 1988 a squadre)

### Mondiali
- 2 medaglie:
  - 1 oro (Rotterdam 1987 nelle parallele asimmetriche)
  - 1 bronzo (Rotterdam 1987 a squadre)

### Europei
- 1 medaglia:
  - 1 bronzo (Mosca 1987 nelle parallele asimmetriche)